# Josafá Marinho de Aguiar
Josafá Marinho de Aguiar (Presidente Jânio Quadros, 19 de novembro de 1973) é um político brasileiro. Candidato a deputado estadual pelo Patriota em 2018, teve 28.520 votos, ficando com a suplência. Assumiu o mandato após a cassação do deputado Pastor Tom pelo TSE.